# 罗伯特·伍德罗·威尔逊
罗伯特·伍德罗·威尔逊（英語：Robert Woodrow Wilson，1936年1月10日—），美国射电天文学家，1964年与阿诺·彭齐亚斯一起发现了微波背景辐射，并因此获得1978年诺贝尔物理学奖。
威尔逊1936年出生于美国得克萨斯州的休斯敦，父亲是一位化学工程师。威尔逊1957年以优秀的成绩毕业于萊斯大學，而后进入加州理工学院攻读研究生。在那里，他受到著名天文学家弗雷德·霍伊尔的影响，支持稳恒态宇宙学。1962年获博士学位。1963年威尔逊转往贝尔实验室设在新泽西州霍姆代尔的研究中心，与彭齐亚斯进行合作，于1964年使用一具为早期通讯卫星设计的天线发现了宇宙微波背景辐射。威尔逊致力于使用射电天文的方法研究星际分子、测定星际物质中各种同位素的相对丰度。1976年，威尔逊成为贝尔实验室无线电物理研究部的主任，1978年与彭齐亚斯一起获得诺贝尔物理学奖。

## 参阅
- 阿诺·彭齐亚斯
- 宇宙微波背景辐射